# Fara v Dačicích
Fara v Dačicích s číslem popisným 18 je původně renesanční, barokně přestavěná budova. V roce 1963 byla zapsaná do Ústředního seznamu kulturních památek ČR.

## Popis
Fara se nachází v Krajířově ulici a je sídlem farního úřadu. Stavba je patrová, stojící na půdorysu ve tvaru L, zastřešena je sedlovou střechou s bobrovkami. Budova je v jádře renesanční. Jižním čtyřosým průčelím se obrací do města. Přízemí je renesančně klenuté, stejně jako rozsáhlé sklepy, které se jako jediné dochovaly z hospodářských budov areálu fary. V budově se nachází mnoho cenných truhlářských výrobků jako dveře a zárubně. Objekt je v dobrém stavu.

## Historie
Fara je v jádře renesanční. Významné přestavby proběhly v letech 1776 až 1788 a po požáru budovy v roce 1834.